# هیرواکی ایواناگا
هیرواکی ایواناگا (انگلیسی: Hiroaki Iwanaga؛ زادهٔ ۲۳ نوامبر ۱۹۷۹) بازیگر، مدل (شخص)، و بازیگر تلویزیون اهل ژاپن است.